# Личность коррупционера
Личность коррупционера — совокупность социально значимых свойств индивида, образовавшихся в процессе общественной либо государственной деятельности (опыта социального управления) и обусловливающих использование им для достижения личных, групповых или корпоративных целей средств, порицаемых с позиции уголовного закона
Личность коррупционера — это центр в системе коррупционного преступления. Прежде всего, среди них выделяются лица, которые занимают должностное или служебное положение. Также выделяются посредники во взятничестве, которые не обладают данными положениями. Большинство коррупционных взаимодействий совершается группами лиц.

## Характеристика
Нравственно-психологические факторы: бездуховность, алчность, жадность, неистовая жажда накопления, вера во всесилие денег. Часто лица, участвующие в данном роде преступлений, хорошо знают законодательство. В отличие от других категорий преступников, данный тип более образованный и имеет высокий уровень знаний. Они общительны, обладают организаторскими способностями, способны к продвижению по служебной лестнице.
В исследованиях выделяются различные мотивы у данного типа преступников. Многие считают, что главным мотивом является корысть. Но это не совсем так. Таким людям необходимо постоянно завоевывать авторитет, самоутверждаться.
Также хорошо выражены мотивы самооправдания. Корыстные преступники оправдывают свое поведение убеждением «воруют все». Также установка «не пойман — не брал» присутствует в сознании у коррупционеров.
Особый интерес у исследователей вызывают игровые мотивы. Участие в коррупционных преступлениях — это игра с законом, острыми ощущениями и опасностью. Данные мотивы ярко проявляются в тех ситуациях, которые требуют сообразительности, ловкости, повышенного внимания.
В социально-психологическом исследовании коррупционного взаимодействия, Ю. М. Антонян выделяет следующие психологические причины:
- игровая мотивация: бессознательное стремление участвовать в захватывающей игре;
- отчуждение личности от государственной власти, человек привыкает думать, что без подкупа сделать ничего невозможно;
- круговая порука среди коррупционеров, каждый из них помогает друг другу, тем самым спасает и защищает себя;
- традиционность отсутствия солидарности населения с законами, запрещающими коррупцию;
- мздоимство, из-за которой коррупция стала традицией, образом жизни;
- существование ряда должностей, который привлекают только из-за возможности поборов и мздоимства;
- низкий уровень правосознания населений;[3]

В результате психологических исследований сотрудников внутренних дел, которые были осуждены за коррупцию, было отмечено, что они обычно общаются с небольшим количеством людей, они осторожны при установлении близких отношений, у них отсутствует жалость по отношению к жертвам коррупции.

## Типология
1. Инициативный (внеситуативный тип). Данный тип обладает деформацией морального сознания, упадком ценностей и преставлением о вседозволенности. Делается все для обеспечения собственное благополучия. Коррупционер данного типа изначально настроен на использование своего положения в корыстных целях и создает специальные ситуации для получения вознаграждений.
2. Конформный тип. Данный тип подстраивается под ситуацию, под коллектив, боясь быть отвергнутым. Даже если данный человек не имеет антиобщественных установок, и он против совершения коррупционных взаимодействий, под давлением окружающей среды он соглашается с ситуацией и идет на преступление.
3. Вынужденный (ситуативный) тип. Данный тип обладает низким уровнем правовых знаний. Чаще всего данный тип совершает преступление под психологическим воздействием. Его подталкивает страх перед возможными неприятностями в случае отказа корруптеру.[5]

## Отношение общества
В силу ряда социально-экономических и иных средовых обстоятельств формирования и развития детей и молодежи, современные молодые люди склонны не оценивать некоторые противоправные действия, как действительно опасные и незаконные. Многие молодые люди толерантно относятся к феномену коррупция. Одна из наиболее вероятных причин — отсутствие четких социальных и правовых представлений о нормах в сознании представителей молодого поколения.
В исследовании среди студентов высших учебных заведений выяснялось их отношении к коррумпирующему поведению. 36 % из 50 человек опрошенных считают, что материальное вознаграждение лица недопустимо в любом случае. В то время как 64 % респондентов придерживаются другого мнения.
Коррупционное взаимодействие рассматривается как одна из форм девиантного поведения с точки зрения правовых норм, то есть данное поведение не соответствует неким сложившимся правилам и нормам, которые ожидаются от определенного социального статуса. Однако присутствует неоднозначное отношение общества к данному феномену и к личности коррупционера. С одной стороны, общество провозглашает борьбу с коррупцией, а с другой стороны, оказание некой «помощи» родственникам, друзьям, знакомым, коллегам не осуждается, а даже является нормальным и распространенным явлением. Коррупционное поведение согласуется с внутренней системой ценностей личности, которая складывается за счет взаимодействия со средой. Размытость в сознании людей о неких границах законного и незаконного приобретает групповой характер, что приводит к деформации внутриличностной системы норм и ценностей всего общества.